# Малые островные развивающиеся государства

Карта малых островных развивающихся государств.

Малые островные развивающиеся государства (МОРАГ) — это группа малых островных государств, которые, как правило, сталкиваются с аналогичными проблемами устойчивого развития, включая малочисленное, но растущее население, ограниченные ресурсы, удалённость, подверженность стихийным бедствиям, уязвимость перед внешними потрясениями, чрезмерную зависимость от международной торговли и нестабильную окружающую среду. Их рост и развитие сдерживаются также высокими коммуникационными, энергетическими и транспортными издержками, нерегулярными объёмами международных перевозок, непропорционально дорогостоящим государственным управлением и инфраструктурой из-за их небольших размеров и практически отсутствием возможностей для создания эффекта масштаба.
Впервые МОРАГ были признаны отдельной группой развивающихся стран на конференции Организации Объединённых Наций по окружающей среде и развитию в июне 1992 года. Барбадосская программа действий была разработана в 1994 году для оказания помощи МОРАГ в их усилиях по обеспечению устойчивого развития. Эту группу государств представляет Канцелярия Высокого представителя Организации Объединённых Наций по наименее развитым странам, развивающимся странам, не имеющим выхода к морю, и малым островным развивающимся государствам (ООН-КВПНРМ).

## Принятие устойчивости
Многие малые островные развивающиеся государства теперь признают необходимость перехода к низкоуглеродной, устойчивой к изменению климата экономике, как это изложено в плане осуществления Карибского сообщества (КАРИКОМ) устойчивого развития к изменению климата. МОРАГ часто в значительной степени полагаются на импортируемое ископаемое топливо, тратя все большую часть своего ВВП на импорт энергии. Возобновляемые источники энергии обладают тем преимуществом, что обеспечивают энергию по более низкой цене, чем ископаемое топливо, и делают МОРАГ более устойчивыми. Барбадос успешно внедрил использование солнечных водонагревателей (SWHs). Отчет 2012 года, опубликованный Сетью знаний о климате и развитии, показал, что в отрасли SWH сейчас установлено более 50 000 установок. С начала 1970-х годов они сэкономили потребителям 137 миллионов долларов США. В докладе высказывается предположение, что опыт Барбадоса может быть легко воспроизведен в других МОРАГ с высоким импортом ископаемого топлива и обильным солнечным светом.

## Список МОРАГ
В настоящее время Департамент по экономическим и социальным вопросам ООН насчитывает 57 малых островных развивающихся государств. Они подразделяются на три географических региона: Карибский бассейн; Тихий океан; и Африка, Индийский океан, Средиземное и Южно-Китайское моря (AIMS), включая ассоциированных членов региональных комиссий. В каждом из этих регионов есть свой региональный орган сотрудничества: Карибское сообщество, Форум тихоокеанских островов и Комиссия по Индийскому океану, соответственно, членами или ассоциированными членами которых являются многие МОРАГ. Кроме того, большинство (но не все) МОРАГ являются членами Альянса малых островных государств (AOSIS), который выполняет лоббистские и переговорные функции в интересах МОРАГ в системе Организации Объединённых Наций. На веб-сайте ЮНКТАД указано, что «ООН никогда не устанавливала критериев для определения официального списка МОРАГ», но для аналитических целей на своем веб-сайте имеется более короткий неофициальный список.

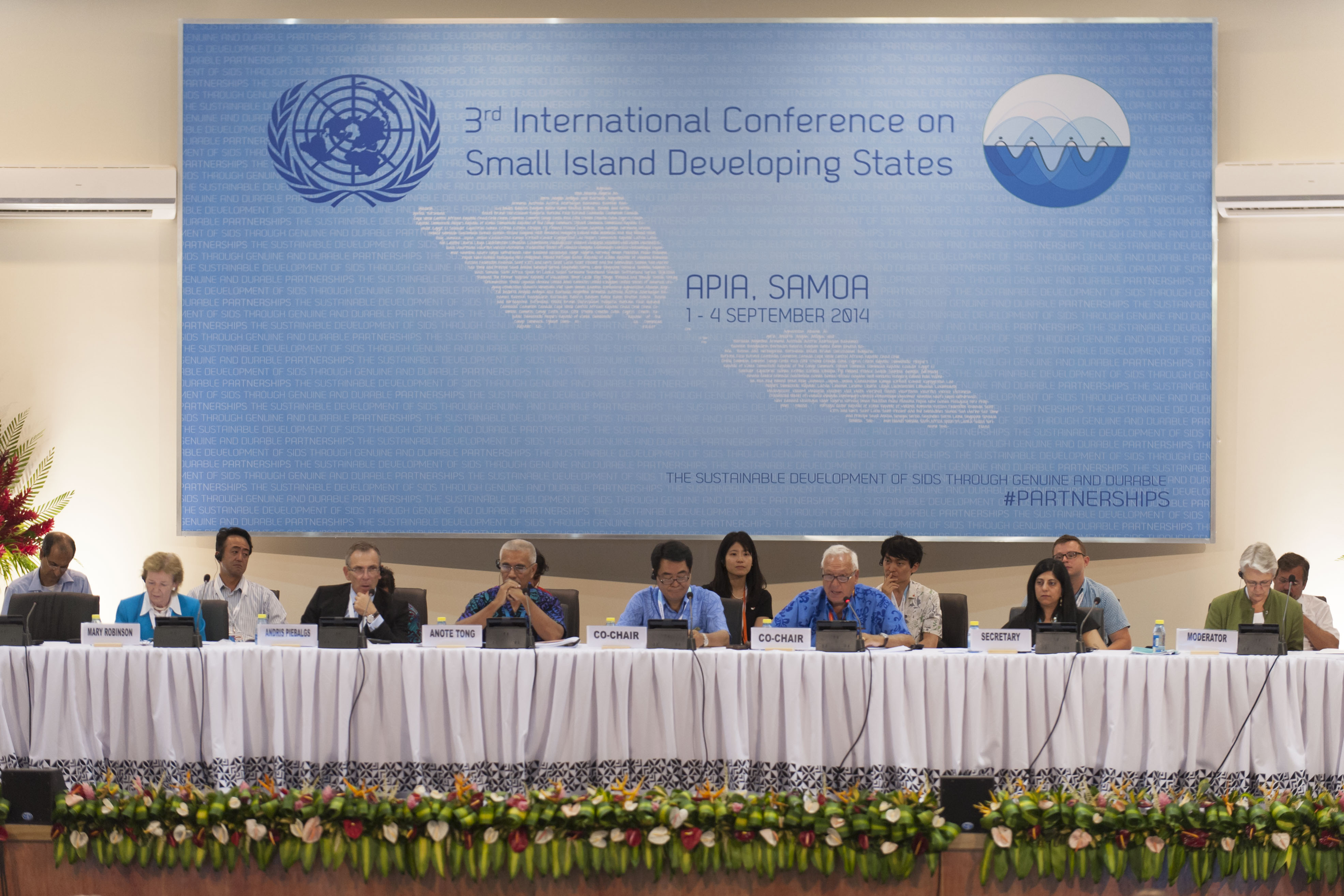
Встреча 3-й Международной конференции малых островных развивающихся государств в Самоа, сентябрь 2014 г.

| Карибский бассейн                   | Тихий океан                 | Африка, Индийский океан, Средиземное и Южно-Китайское моря (AIMS) |
| ----------------------------------- | --------------------------- | ----------------------------------------------------------------- |
| Ангилья                             | Американское Самоа          | Бахрейн                                                           |
| Антигуа и Барбуда                   | Острова Кука                | Кабо-Верде                                                        |
| Аруба                               | Микронезия                  | Коморы                                                            |
| Багамские Острова                   | Фиджи                       | Гвинея-Бисау                                                      |
| Барбадос                            | Французская Полинезия       | Мальдивы                                                          |
| Белиз                               | Гуам                        | Маврикий                                                          |
| Виргинские Острова (Великобритания) | Кирибати                    | Сан-Томе и Принсипи                                               |
| Куба                                | Маршалловы Острова          | Сейшельские Острова                                               |
| Доминика                            | Науру                       | Сингапур                                                          |
| Доминиканская Республика            | Новая Каледония             |                                                                   |
| Гренада                             | Ниуэ                        |                                                                   |
| Гайана                              | Северные Марианские Острова |                                                                   |
| Гаити                               | Палау                       |                                                                   |
| Ямайка                              | Папуа — Новая Гвинея        |                                                                   |
| Монтсеррат                          | Самоа                       |                                                                   |
| Нидерландские Антильские острова    | Соломоновы Острова          |                                                                   |
| Пуэрто-Рико                         | Восточный Тимор             |                                                                   |
| Сент-Китс и Невис                   | Тонга                       |                                                                   |
| Сент-Люсия                          | Тувалу                      |                                                                   |
| Сент-Винсент и Гренадины            | Вануату                     |                                                                   |
| Суринам                             |                             |                                                                   |
| Тринидад и Тобаго                   |                             |                                                                   |
| Виргинские Острова (США)            |                             |                                                                   |

### Комментарии
1. 1 2 3 4 5 6 7 8 9 10  Ни член, ни наблюдатель альянса малых островных государств
2. 1 2 3 4  Ассоциированный член органа регионального сотрудничества
3. 1 2 3 4 5 6 7 8 9 10 11 12 13  Не член ООН
4. 1 2 3 4  Наблюдатель от Альянса малых островных государств
5. 1 2 3 4 5 6 7 8 9 10  Ни член, ни наблюдатель органа регионального сотрудничества
6. 1 2 3 4 5 6  Наблюдатель от органа регионального сотрудничества
7. 1 2 3 4 5 6 7  Также наименее развитая страна